# Olcella mendozana
Olcella mendozana är en tvåvingeart som beskrevs av Günther Enderlein 1911. Olcella mendozana ingår i släktet Olcella och familjen fritflugor. Inga underarter finns listade i Catalogue of Life.